# Kilmartin Castle
Kilmartin Castle ist die Ruine eines Tower House in Kilmartin in der schottischen Council Area Argyll and Bute.

## Geschichte
Das Gebäude mit Z-förmigem Grundriss ließ der Priester von Kilmartin Ende des 16. Jahrhunderts als Residenz erbauen. Später gehörte es dem Clan Campbell.

## Beschreibung
Das Gebäude ist in Nord-Süd-Richtung ausgerichtet. An der Nordost- und an der Südwestecke des dreistöckigen Haupthauses befinden sich Rundtürme. An der Westfassade ist ein kleiner Treppenturm angebaut. Die Mauern aus Bruchstein sind mit etlichen Schießscharten versehen.
Die Ruine hatte kein Dach mehr, wurde aber in den 1990er-Jahren restauriert.